# پاگانی هوایرا
پاگانی هوایرا (به ایتالیایی: Pagani Huayra؛ تلفظ ایتالیایی: [ˈwai̯ra]) یک خودروی اسپرت موتور وسط است که توسط شرکت خودروسازی پاگانی تولید می‌شود. هوایرا، جانشین مدل زوندا محسوب می‌شود و قیمتی بالغ بر ۱٫۳۱۴٫۰۰۰ دلار دارد. نام این خودرو از الههٔ بادها در عقاید آمریکای جنوبی گرفته شده‌است. هوایرا از طرف مجله خودرویی تخت گاز عنوان هایپرکار سال را در ۲۰۱۲ کسب نمود.

## مشخصات

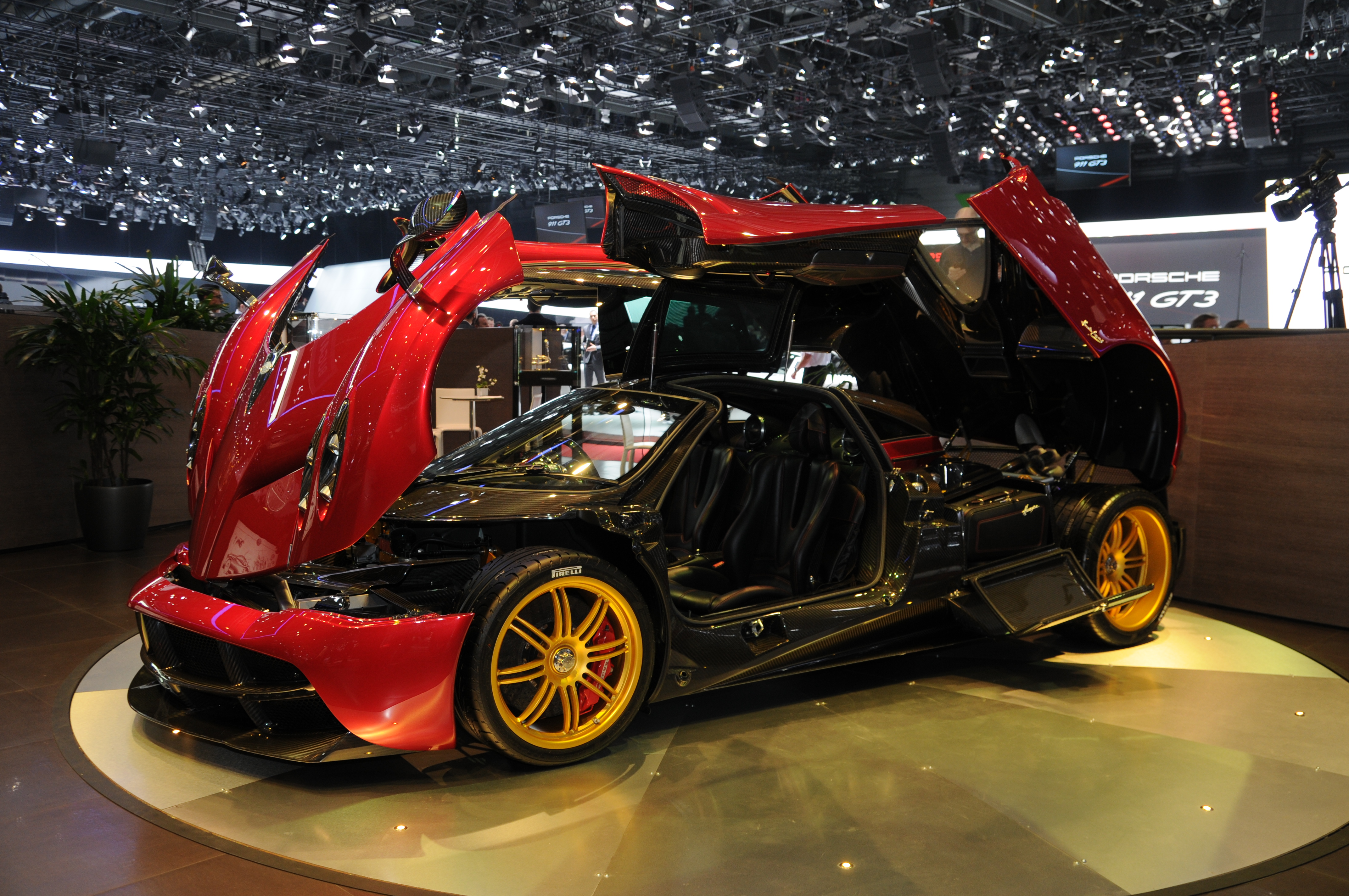
نمایشگاه خودرو ژنو ۲۰۱۳. تمام محفظه‌های قابل دسترسی کاربر باز است. (عکس‌های گرفته شده در اولین روز مطبوعاتی هوایرا)

پیشرانهٔ هوایرا دوازده سیلندر خورجینی با حجم ۵۹۸۰ سی سی و دارای سیستم توربوشارژر است. این پیشرانه نیز همانند پیشرانهٔ مدل زوندا توسط شاخهٔ آام‌گ کمپانی دایملر تهیه شده و دارای ۷۲۰ اسب بخار قدرت و ۱۱۰۰ نیوتن متر گشتاور است که مصرف سوخت آن در جاده ۱۷ لیتر و در شهر ۲۳ لیتر در هر صد کیلومتر است. این پیشرانهٔ شش لیتری هوایرا را در مدت حدود ۳٫۱ ثانیه از سرعت صفر به صد کیلومتر بر ساعت می‌رساند.
به منظور صرفه جویی در وزن از گیربکس ۷ سرعته تک کلاچه برای انتقال قدرت به محور عقب استفاده شده‌است.
با استفاده از لاستیک‌های پیرلی هوایرا می‌تواند شتاب جانبی ۱٫۶۶g را تحمل کند و تا ۳۷۰ کیلومتر بر ساعت سرعت بگیرد.
این خودرو از آیرودینامیک فعال برای کنترل پذیری بهتر در سرعت‌های بالا سود می‌برد. به نحوی که چهار اسپویلر در چهار قسمت خودرو به‌طور مستقل، با تغییر زاویه خود بهترین نیروی رو به پایین لازم را برای اتومبیل فراهم می‌کنند.
ضریب پسار پاگانی هوایرا در حالت بسته بودن اسپویلرها برابر با ۰٫۳۱ است.